# Mohd Faiz Subri
Mohd Faiz Subri, né le 8 novembre 1987 à Ayer Hitam dans l'État de Kedah, est un footballeur malaisien qui évolue au poste d'attaquant ou de milieu offensif pour le club de Penang FC, dans le championnat de Malaisie.

## Biographie
Il est célèbre pour avoir remporté le Prix Puskas 2016, décerné par la Fédération internationale de football association, récompensant le plus beau but de l'année. Il s'agit d'un but inscrit sur coup franc direct le 16 février 2016, dans une rencontre de championnat opposant le Penang FA au Pahang FA dans le City Stadium (en) de George Town, dans l'État malaisien de Penang.